# Welshman Ncube

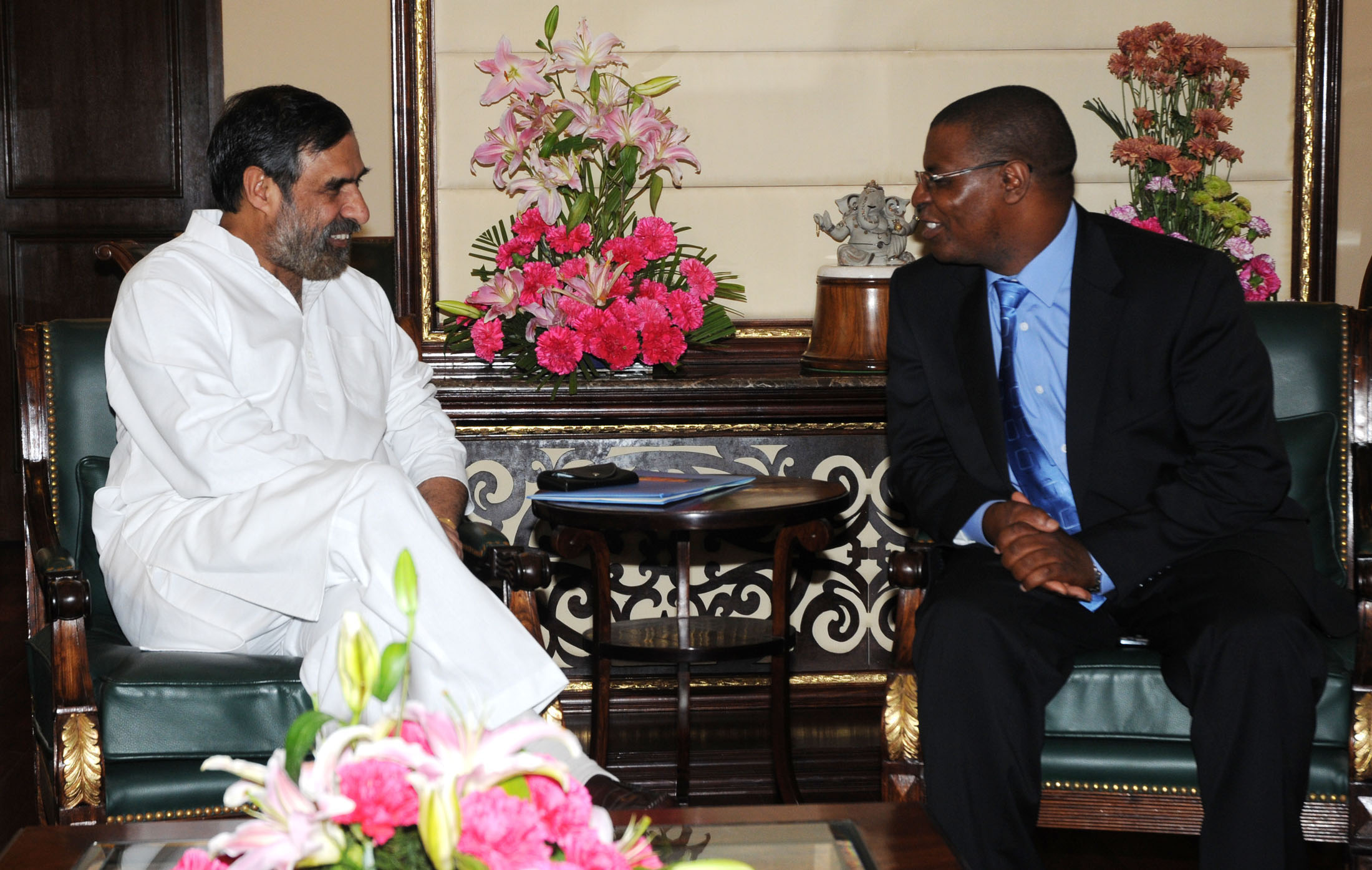
El ministro de Industria y Comercio de Zimbabue, Welshman Ncube, en una reunión con el ministro indio de Comercio e Industria, Anand Sharma, el 29 de marzo de 2011, en Nueva Delhi.

Welshman Ncube (7 de julio de 1961) es un político de Zimbabue. Es presidente del Movimiento por el Cambio Democrático (título otorgado por un tribunal de justicia, en lugar del MDC-Tsvangirayi liderado por Morgan Tsvangirai), y desde febrero de 2009 ha sido el ministro de Industria y Comercio de Zimbabue. Fue elegido miembro de la Cámara de la Asamblea de Zimbabue para el noreste de Bulawayo, en las elecciones de 2000 y sirvió en la Cámara de la Asamblea hasta 2008. Ncube es un abogado académico que ha sido profesor de Derecho de la Universidad de Zimbabue desde 1992.
Él tiene un BL (Licenciado en Derecho), LLB (Licenciado en Derecho) y un máster (Derecho) de la Universidad de Zimbabue. Su tesis MPhil fue para el Derecho Consuetudinario de Zimbabue que se centra en Derecho de Familia.
En 1997 compró 30 kilómetros cuadrados de tierra con la intención de desarrollarla como una granja, pero fue capturado por el programa de redistribución de tierras del gobierno. La tierra no había sido cultivada. En 2002 Ncube fue uno de los tres diputados del MDC en ser acusados de alta traición por un presunto complot para asesinar a Robert Mugabe, pero al igual que los demás fue declarado no culpable.
El Consejo Nacional del MDC votó a favor de participar en las elecciones, el líder del MDC de Tsvangirai trató de expulsar a los candidatos seleccionados del partido y se suspendió a Ncube en espera de una audiencia disciplinaria en el congreso del MDC en febrero de 2006, pero fracasó porque no pudo hacerlo por la Constitución. El grupo se reunió en el Congreso del MDC en Bulawayo y optó por Arthur Mutambara, como su nuevo presidente.
El 16 de junio de 2007, Ncube y Tendai Biti, secretario general de la facción del MDC-Tsvangirai, se reunieron con el ministro de Justicia, Patrick Chinamasa y el ministro de Trabajo, Nicholas Goche, en Pretoria, Sudáfrica. El presidente sudafricano, Thabo Mbeki, designado por la Comunidad de Desarrollo del África Meridional, presidió las negociaciones que buscaban poner fin a las sanciones económicas en Zimbabue.
Ncube es fundamental en las negociaciones para el gobierno de unidad de Zimbabue y es un principal que representa el MDC. En 2011, después de que su partido lo eligió para la presidencia, Robert Mugabe se negó a jurar como el primer ministro del Estado Adjunto según lo acordado en el Acuerdo Político Global. Cuando el gobierno de unidad nacional de ZANU-PF-MDC fue juramentado el 13 de febrero de 2009, Ncube fue nombrado ministro de Industria y Comercio.